# 三菱電機ビルソリューションズ
三菱電機ビルソリューションズ株式会社（みつびしでんきビルソリューションズ、英語: MITSUBISHI ELECTRIC BUILDING SOLUTIONS CORPORATION）は、東京都千代田区丸の内に本社を置く三菱電機グループ及び三菱グループのトータルビルシステム会社。エレベーター、エスカレーターは日本国内においてトップシェアを誇る。

## 概要
三菱電機製のビル設備の販売から施工、メンテナンス（保守・管理）、リニューアルまでを一元管理で行う。（主にエレベーター、エスカレーター、空調・冷熱機器、防犯カメラ、ビル管理システム・セキュリティー等）
メンテナンスを中心としたストック型ビジネスを展開しており、取引先は、マンション、ビル、工場、病院、学校、ホテル、商業施設、鉄道、空港、公共施設など多岐にわたる。全国のエレベーター総台数の約1/3である約24万台を保守・管理していて、前述の通り、業界トップを誇っている。さらにビル用エアコン等冷熱設備において約43万台を管理するまでに至っている。現在、売上高においても業界1位に位置している。
三菱電機グループ内の数ある企業の中でも社員数・売上ともに事業規模が最も大きな企業である。また、旧社名である三菱電機ビルテクノサービス時代は三菱電機グループ内でMELTEC（メルテック）と呼ばれることが多く、実際インターネットのドメイン名も「meltec.co.jp」となっている。
2022年4月1日、三菱電機のビルシステム事業との統合により三菱電機ビルソリューションズ株式会社に社名変更し、ビルメンテナンス事業者のまま昇降機メーカーに転身。これにより、エレベーター・エスカレーター・ビルシステムの開発・製造から新設・メンテナンス・リニューアルまで一貫した事業運営体制を実現した。略称もMEBSに変更されたが子会社には「メルテック」の名称が各社に残されており、ドメイン名も三菱電機ビルテクノサービス時代のまま。

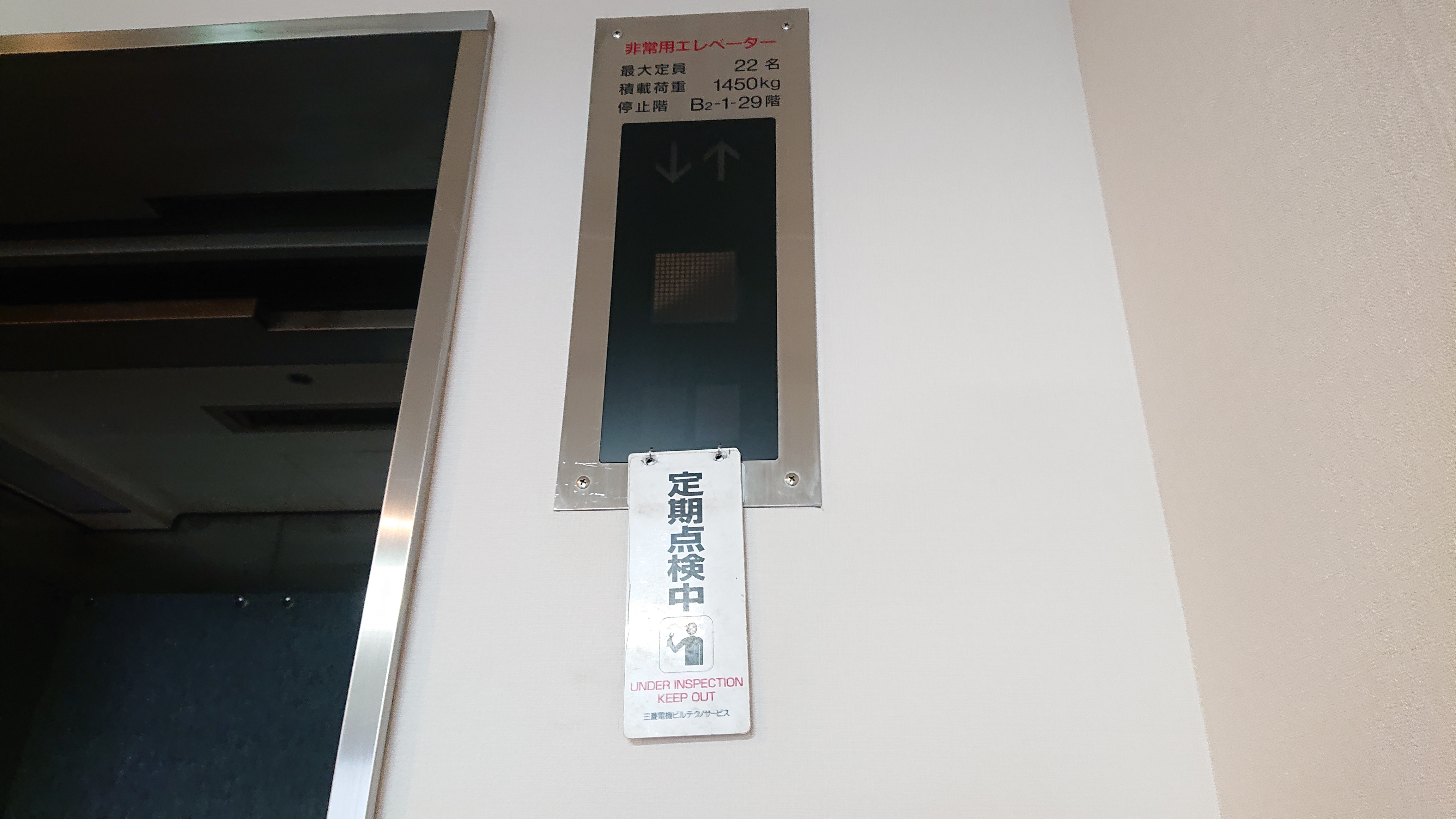
三菱電機ビルソリューションズ純正保守における点検時の表示（2022年）。社名変更後の撮影だが、まだ三菱電機ビルテクノサービスの名前は残っている。

なお、自社製エレベーターやエスカレーターの施設ごとにおける営業設計（基本設計は自社）、新設・リニューアルに係る据付等の工事、リョーデンリフト（菱電エレベータ施設株式会社オリジナルのダムウェーター）の設計施工に関することは、子会社の菱電エレベータ施設が担っている。

## 沿革
- 1954年 - 菱電サービス株式会社（りょうでんサービス）として設立。昇降機保守業務を開始。
- 1956年 - 冷熱機器の修理・部品販売業務を開始。
- 1983年 - ビル設備の遠隔監視サービス「メルセントリー」販売開始。
- 1984年 - 昇降機新設販売開始。
- 1985年 - ビル総合管理事業開始。
- 1987年 - ビル診断業務開始。
- 1990年4月1日 - 三菱電機ビルテクノサービス株式会社（みつびしでんきビルテクノサービス、MITSUBISHI ELECTRIC BUILDING TECHNO-SERVICE CO., LTD.）に商号変更。トータルビルシステム事業開始。
- 1999年 - ISO14001を全国278事業所で取得。
- 2002年 - 体験型ショールーム「M's Station」開設
- 2003年
  - 遠隔診断・遠隔救出機能を備えたエレベーターメンテナンス契約「ELE-FIRST（エレファースト）」販売開始 。
  - ISO9001（2000年度改訂版）の認証取得。
- 2006年
  - 地震時エレベーター自動診断＆復旧システム「ELE-Quick（エレクイック）」を提供開始。
  - 「モーションサーチ」（エレベーター内暴れ検知）を「ELE-FIRST（エレファースト）」の オプション契約である「防犯カメラ録画サービス」の一部として販売。
  - 大規模地震を想定し、エレベーター復旧総合対応体制を構築。
- 2008年
  - ビル遠隔管理サービス「メルセントリーWis」シリーズ発売（監視カメラ専用タイプ、エネルギーレポートサービス付加など）」。
  - 関西地区ショールーム「M'sサテライト関西」開設。
- 2009年
  - 三菱ビル設備オープン統合システム「Facima BA-system」（ファシーマ・ビー・エー・システム）発売開始。
  - Facima BA-systemの機能を活用した新サービス「ビル設備運用システ ム＆プランニング『Facima』」の運用開始。
  - 「省エネ法対応サポート契約」販売開始。
- 2011年
  - 空調用フィルター洗浄再生サービス「フィルターン」新工場稼動開始。
  - 三菱エレベーターリニューアル商品「ELEMOTION」をフルモデルチェンジ。「Elemotion+（エレモーション・ プラス）」を販売開始。
  - 三菱油圧式エレベーターリニューアル商品「EleFine（エレファイン）」を販売開始。
  - 三菱エレベーターリモートメンテナンス契約「ELE FIRST-i（エレファースト・アイ）」を販売開始。
  - 「ファシーマLiteシステム」＆「ファシーマサポート契約Lite」（小規模ビル向けビル設備管理システム）を販売開始。
- 2022年10月3日 - 三菱電機からビルシステム事業を継承[1][2]し、三菱電機ビルソリューションズ株式会社に社名変更[3][4]。名実共に昇降機メーカーとなる。
- 2023年6月 - 子会社の菱サ・ビルウェアが、国土交通省からマンション管理適正化法に基づく監督処分を受ける。

## 事業所
- 本社所在地 - 東京都千代田区丸の内二丁目7番3号（本社ビル：東京ビルディング）
- 事業所 - 約280ヵ所
- 支社・製作所所在地

| 北海道支社             | 〒060-0003 札幌市中央区北3条西4-1-1（日本生命札幌ビル内）               |
| 北日本支社             | 〒980-0013 仙台市青葉区花京院1-1-20（花京院スクエア）                   |
| 関越支社               | 〒330-0845 さいたま市大宮区仲町1-110（大宮NSD）                         |
| 東日本支社             | 〒100-0005 東京都千代田区丸の内2-5-1（丸の内二丁目ビル）                |
| 横浜支社               | 〒221-0056 横浜市神奈川区金港町1-7（横浜ダイヤビルディング）            |
| 北陸支社               | 〒920-0031 金沢市広岡3-1-1（金沢パークビル）                            |
| 中部支社               | 〒450-6045 名古屋市中村区名駅1-1-4（JRセントラルタワーズ）              |
| 関西支社               | 〒530-6018 大阪市北区天満橋1-8-30（OAPタワー）                          |
| 中国支社               | 〒730-0037 広島市中区中町7-22（住友生命広島平和大通りビル）             |
| 四国支社               | 〒760-0017 高松市番町1-6-1（両備高松ビル）                              |
| 西日本支社             | 〒812-0018 福岡市博多区住吉1-2-25（キャナルシティビジネスセンタービル） |
| 稲沢ビルシステム製作所 | 〒492-8682 稲沢市菱町1                                                  |

## 在籍していた有名人
- 野中和夫（元競艇選手・選手会元会長）

## 社会貢献
- 1992年より毎年「絵画展　口と足で表現する世界の芸術家たち」を全国各地で開催している。これは口と足で描く芸術家協会に所属する画家の作品を展示するものである。2018年3月末現在で延べ269回開催、約78万3千人が来場。

## 関連企業
- 三菱電機
- 菱サ・ビルウェア
- 沖縄菱電ビルシステム - 沖縄県のみ三菱電機ビルソリューションズが一部出資を行う左記会社によって事業が行われている。
- メルテック・ビジネス
- トーコービルシステム
- 上海三菱エレベーター
- 韓国三菱エレベーター - これまで韓国内で技術提携していたLGグループのエレベーター事業売却で、三菱とのエレベーター事業を行っていた元LG産電社員らが中心となって韓国法人を設立し、韓国市場へ直接進出[5]。

ほか

## 主要取引先
- 三菱地所及び三菱グループ / 各社
- フジクラ
- 凸版印刷
- 東京地下鉄
- 丸井
- 国立病院機構相模原病院
- 北里大学病院、北里大学東病院
- 東海大学医学部付属病院（伊勢原校舎内）
- 小田急百貨店新宿本店、町田店
- 小田急電鉄（一部の駅を除く）
- イオングループ

## 提供番組
テレビ（2023年4月現在、公式サイトより）
- 日本テレビ系列全国29局ネット「シューイチ」
- フジテレビ系列全国26局ネット「Mr.サンデー」（フジテレビ・関西テレビ共同制作）

過去
- 毎日放送制作・TBSテレビ系列全国28局ネット「日曜日の初耳学」